# Стеатода
Стеатода (Steatoda) — рід аранеоморфних павуків родини павуків-тенетників (Theridiidae). Містить приблизно 120 видів.

## Поширення
Представники роду трапляються на всіх континентах. Деякі види, поширившись разом з людськими поселеннями, стали космополітичними.

## Опис
Деякі види стеатод сприймають за представників роду чорна вдова (Latrodectus), але стеатоди менш отруйні і не несуть загрозу людині. Колір може варіюватися від піщано-блідо-коричневого до червонувато-сливового або атласно-чорного. Як і у більшості павуків, головогруди менші за черевце, яке має яйцеподібну форму і може мати білі або помаранчеві позначки. Хоча іноді вони можуть бути не помітні, ці позначки зазвичай складаються з півмісяця, часто з тильною лінією або трикутними плямами.
Плетуть павутину у вигляді неправильного клубка липких шовкових волокон. Ці павуки мають дуже поганий зір і на здобич орієнтуються завдяки вібрації павутини. Живляться переважно іншими павуки, що потрапляють у їхні тенета.

## Види
- Steatoda adumbrata (Simon, 1908) — Австралія
- Steatoda aethiopica (Simon, 1909) — Африка
- Steatoda alamosa Gertsch, 1960 — США, Мексика
- Steatoda alboclathrata (Simon, 1897) — Індія
- Steatoda albomaculata (De Geer, 1778) — Північна Америка, Європа, Північна Африка, Азія
- Steatoda ancora (Grube, 1861) — Сибір
- Steatoda ancorata (Holmberg, 1876) — Центральна і Південна Америка
- Steatoda andina (Keyserling, 1884) — Південна Америка
- Steatoda apacheana Gertsch, 1960 — США
- Steatoda atascadera Chamberlin & Ivie, 1942 — США
- Steatoda atrocyanea (Simon, 1880) — Нова Каледонія, острови Товариства
- Steatoda autumnalis (Banks, 1898) — Мексика
- Steatoda badia (Roewer, 1961) — Сенегал
- Steatoda bertkaui (Thorell, 1881) — Молуцькі острови, Нова Гвінея
- Steatoda bipunctata (Linnaeus, 1758) — Європа, Азія, Південна Америка
- Steatoda borealis (Hentz, 1850) — США, Канада
- Steatoda bradyi (Strand, 1907) — Південна Африка
- Steatoda capensis Hann, 1990 — Південна Африка, Лесото.
- Steatoda carbonaria (Simon, 1907) — Республіка Конго, Екваторіальна Гвінея
- Steatoda caspia Ponomarev, 2007 — Казахстан
- Steatoda castanea (Clerck, 1757) — Європа, Азія, Канада
- Steatoda chinchipe Levi, 1962 — Еквадор, Перу
- Steatoda cingulata (Thorell, 1890) — Китай, Індія, Південно-Східна Азія
- Steatoda connexa (O. Pickard-Cambridge, 1904) — Південна Африка
- Steatoda craniformis Zhu & Song, 1992 — Китай
- Steatoda dahli (Nosek, 1905) — Західна і Центральна Азія
- Steatoda diamantina Levi, 1962 — Бразилія
- Steatoda distincta (Blackwall, 1859) — Мадейра
- Steatoda ephippiata (Thorell, 1875) — Північна Африка, Близький Схід
- Steatoda erigoniformis (O. Pickard-Cambridge, 1872) — Близький Схід, Китай, Корея, Японія
- Steatoda fagei (Lawrence, 1964) — Південна Африка
- Steatoda fallax (Blackwall, 1865) — Кабо-Верде
- Steatoda felina (Simon, 1907) — Конго
- Steatoda foravae Dippenaar-Schoeman & Müller, 1992 — Південна Африка
- Steatoda grandis Banks, 1901 — США
- Steatoda grossa (C. L. Koch, 1838) — космополіт
- Steatoda gui Zhu, 1998 — Китай
- Steatoda hespera Chamberlin & Ivie, 1933 — США, Канада
- Steatoda hui Zhu, 1998 — Китай
- Steatoda iheringi (Keyserling, 1886) — Бразилія, Парагвай, Аргентина
- Steatoda incomposita (Denis, 1957) — Португалія, Іспаня, Франція
- Steatoda kiwuensis (Strand, 1913) — Центральна Африка
- Steatoda kuytunensis Zhu, 1998 — Китай
- Steatoda latifasciata (Simon, 1873) — Північна Африка, Ізраїль
- Steatoda lawrencei Brignoli, 1983 — Південна Африка
- Steatoda lenzi (Strand, 1907) — Південна Африка
- Steatoda leonardi (Thorell, 1898) — М'янма
- Steatoda lepida (O. Pickard-Cambridge, 1880) — Нова Зеландія
- Steatoda linzhiensis Hu, 2001 — Китай
- Steatoda livens (Simon, 1894) — Австралія
- Steatoda longurio (Simon, 1909) — Центральна Африка
- Steatoda mainlingensis (Hu & Li, 1987) — Киргизстан, Китай
- Steatoda mainlingoides Yin, Griswold, Bao & Xu, 2003 — Китай
- Steatoda marmorata (Simon, 1910) — Південна Африка
- Steatoda marta Levi, 1962 — Колумбія
- Steatoda maura (Simon, 1909) — Середземномор'я
- Steatoda mexicana Levi, 1957 — США, Мексика
- Steatoda micans (Hogg, 1922) — В'єтнам
- Steatoda minima (Denis, 1955) — Нігер
- Steatoda moerens (Thorell, 1875) — Алжир, Туніс
- Steatoda moesta (O. Pickard-Cambridge, 1896) — Мексика до Бразилія
- Steatoda morsitans (O. Pickard-Cambridge, 1885) — Південна Африка
- Steatoda nahuana Gertsch, 1960 — Мексика
- Steatoda nasata (ChrysanthСША, 1975) — Індонезія (Кракатау), Папуа Нова Гвінея (Нова Ірландія), Австралія
- Steatoda ngipina Barrion & Litsinger, 1995 — Філіппіни
- Steatoda nigrimaculata Zhang, Chen & Zhu, 2001 — Китай
- Steatoda nigrocincta O. Pickard-Cambridge, 1885 — Китай (Yarkand)
- Steatoda niveosignata (Simon, 1908) — Австралія
- Steatoda nobilis (Thorell, 1875) — Макаронезія
- Steatoda octonotata (Simon, 1908) — Австралія
- Steatoda palomara Chamberlin & Ivie, 1935 — США
- Steatoda panja Barrion, Barrion-Dupo & Heong, 2013 — Китай
- Steatoda pardalia Yin, Griswold, Bao & Xu, 2003 — Китай
- Steatoda paykulliana (Walckenaer, 1806) — Європа, Близький Схід, Центральна Азія
- Steatoda pengyangensis Hu & Zhang, 2012 — Китай
- Steatoda perakensis Simon, 1901 — Малайзія
- Steatoda perspicillata (Thorell, 1898) — М'янма
- Steatoda picea (Thorell, 1899) — Камерун
- Steatoda porteri (Simon, 1900) — Чилі
- Steatoda punctulata (Marx, 1898) — США, Мексика
- Steatoda quadrimaculata (O. Pickard-Cambridge, 1896) — США, Центральна Америка, Венесуела
- Steatoda quaesita (O. Pickard-Cambridge, 1896) — Мексика
- Steatoda quinquenotata (Blackwall, 1865) — Кабо-Верде
- Steatoda retorta González, 1987 — Аргентина
- Steatoda rhombifera (Grube, 1861) — Сибір
- Steatoda rubrocalceolata (Simon, 1907) — Біоко
- Steatoda rufoannulata (Simon, 1899) — Індія, Шрі-Ланка, Суматра, Ява
- Steatoda sabulosa (Tullgren, 1901) — Болівія, Аргентина, Чилі
- Steatoda sagax (Blackwall, 1865) — Кабо-Верде
- Steatoda saltensis Levi, 1957 — Мексика
- Steatoda seriata (Simon, 1899) — Суматра
- Steatoda singoides (Tullgren, 1910) — Танзанія
- Steatoda sordidata O. Pickard-Cambridge, 1885 — Китай
- Steatoda speciosa (Thorell, 1898) — М'янма
- Steatoda spina Gao & Li, 2014 — Китай
- Steatoda subannulata (Kulczyński, 1911) — Нова Гвінея, Нова Британія
- Steatoda terastiosa Zhu, 1998 — Китай
- Steatoda terebrui Gao & Li, 2014 — Китай
- Steatoda tigrina (Tullgren, 1910) — Танзанія
- Steatoda tortoisea Yin, Griswold, Bao & Xu, 2003 — Китай
- Steatoda transversa (Banks, 1898) — США, Мексика
- Steatoda trianguloides Levy, 1991 — Корсика, Ізраїль
- Steatoda triangulosa (Walckenaer, 1802) — Європа, Азія, Канада, США
- Steatoda tristis (Tullgren, 1910) — Танзанія
- Steatoda truncata (Urquhart, 1888) — Нова Зеландія
- Steatoda ulleungensis Paik, 1995 — Корея
- Steatoda uncata Zhang, Chen & Zhu, 2001 — Китай
- Steatoda variabilis (Berland, 1920) — Східна Африка
- Steatoda variata Gertsch, 1960 — США, Мексика
- Steatoda variipes (Keyserling, 1884) — Перу
- Steatoda vaulogeri (Simon, 1909) — В'єтнам
- Steatoda venator (Audouin, 1826) — Лівія, Єгипет
- Steatoda violacea (Strand, 1906) — Ефіопія
- Steatoda wangi Zhu, 1998 — Китай
- Steatoda wanshou Yin, 2012 — Китай
- Steatoda washona Gertsch, 1960 — США, Мексика
- Steatoda xerophila Levy & Amitai, 1982 — Ізраїль
- Steatoda xishuiensis Zhang, Chen & Zhu, 2001 — Китай